# Apamea intacta
Apamea intacta är en fjärilsart som beskrevs av Petersen. Apamea intacta ingår i släktet Apamea och familjen nattflyn. Inga underarter finns listade i Catalogue of Life.